# Hòa Ninh, Long Hồ
Hòa Ninh là một xã cũ thuộc huyện Long Hồ, tỉnh Vĩnh Long, Việt Nam.

## Địa lý
Xã Hòa Ninh có diện tích 11,68 km², dân số năm 1999 là 9.403 người, mật độ dân số đạt 805 người/km².

## Hành chính
Xã Hòa Ninh được chia thành 6 ấp: Bình Thuận 1, Bình Thuận 2, Hòa Lợi, Hòa Phú, Hòa Quí, Hòa Thuận.